# Asterocampa nigra
Asterocampa nigra är en fjärilsart som beskrevs av John Kern Strecker 1878. Asterocampa nigra ingår i släktet Asterocampa och familjen praktfjärilar. Inga underarter finns listade i Catalogue of Life.